# 厄兹库尔
厄兹库尔（法語：Heuzecourt，法語發音：[øzkuʁ]）是法国上法蘭西大區索姆省的一个市镇，属于亚眠区。

## 地理
厄兹库尔（50°10'25"N, 2°10'0"E）面积7.2 平方千米，位于法国上法蘭西大區索姆省，该省份为法国北部沿海省份，北起加来海峡省和北部省，西接滨海塞纳省和大西洋英吉利海峡，南至瓦兹省，东临埃纳省。
与厄兹库尔接壤的市镇（或旧市镇、城区）包括：贝阿尔库尔、贝尔纳维尔、勒梅亚尔、普鲁维尔、圣阿舍尔。
厄兹库尔的时区为UTC+01:00、UTC+02:00（夏令时）。

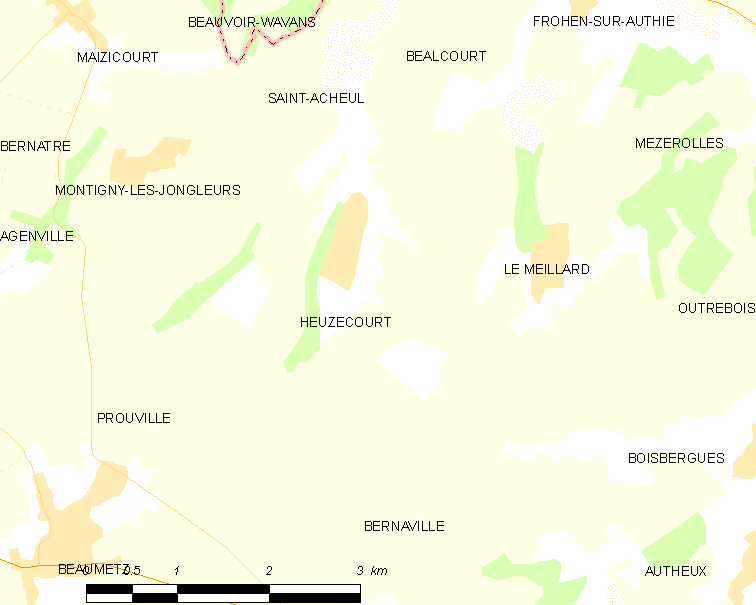
厄兹库尔的OSM定位图

## 行政
厄兹库尔的邮政编码为80370，INSEE市镇编码为80439。

## 政治
厄兹库尔所属的省级选区为杜朗县。

## 人口

1962-2008年间厄兹库尔人口变化图示

厄兹库尔于2022年1月1日时的人口数量为162人。